# تاتامالازا
تاتامالازا (به لاتین: Tatamalaza) یک منطقهٔ مسکونی در ماداگاسکار است که در ناحیه فاندریانا واقع شده‌است.
 تاتامالازا  ۳٬۰۰۰ نفر جمعیت دارد و ۱٬۵۰۴ متر بالاتر از سطح دریا واقع شده‌است.